# Catasetum pileatum
Catasetum pileatum là một loài lan trong chi Catasetum.

## Hình ảnh

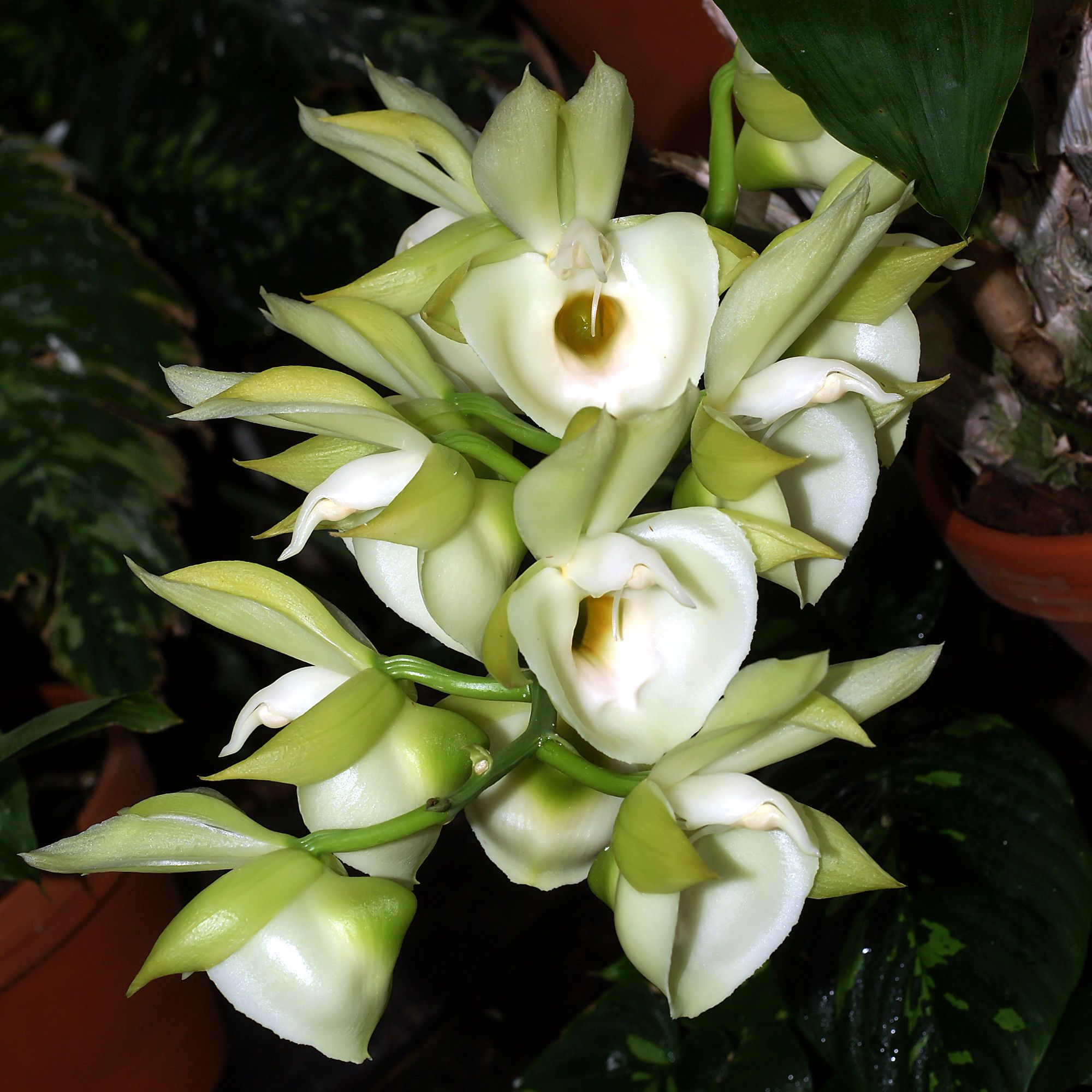
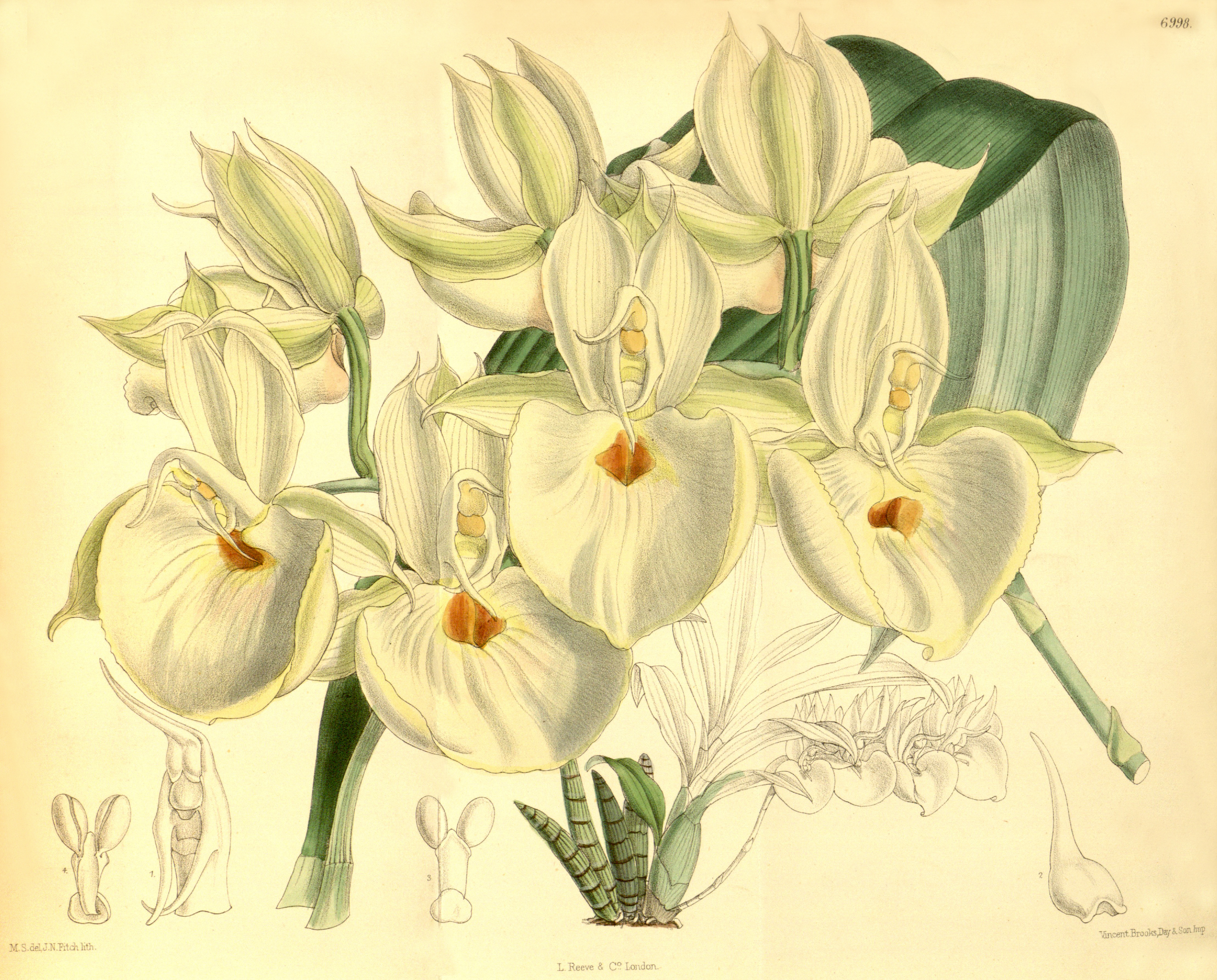
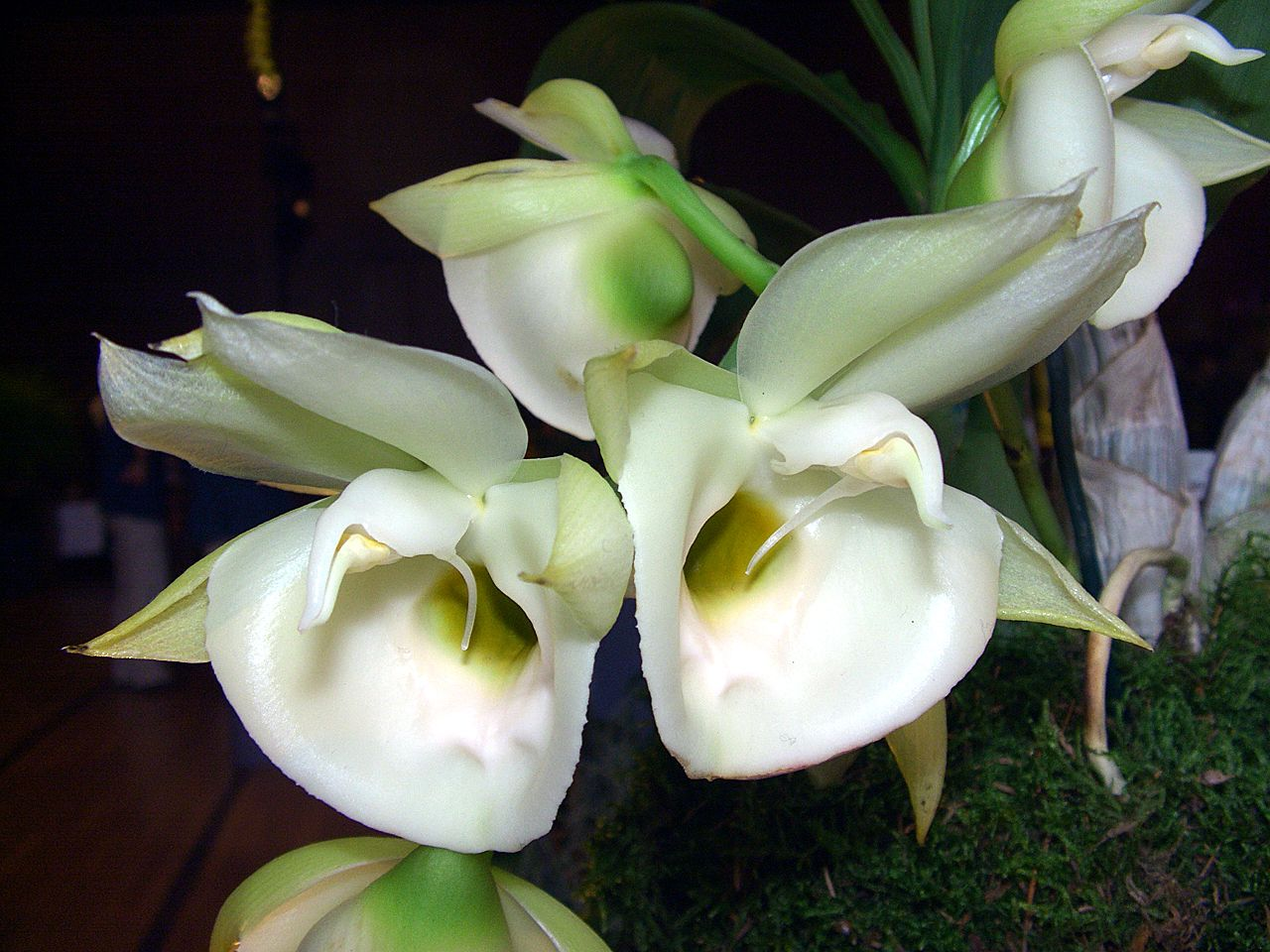
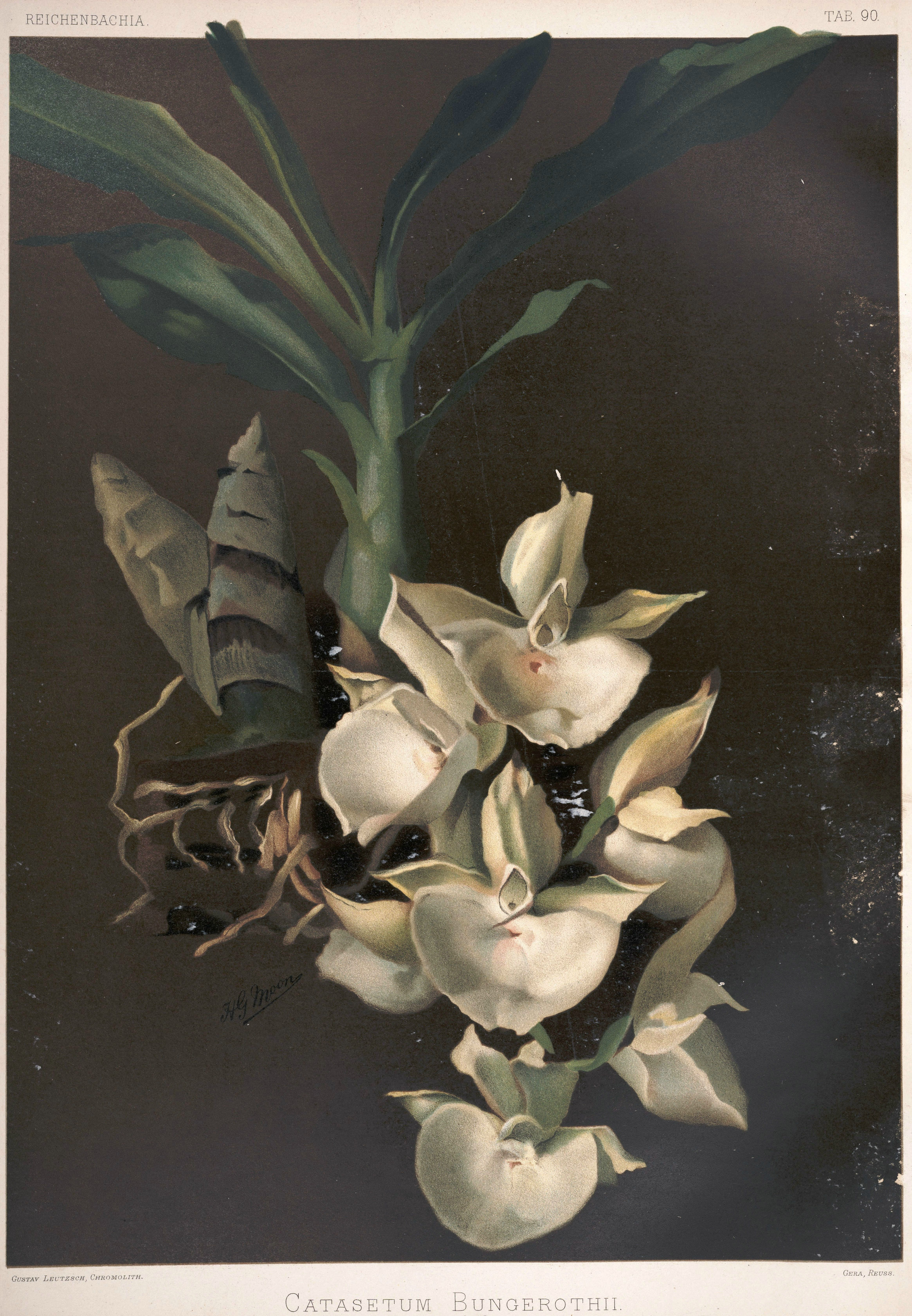